# Hugo Sousa
Hugo Filipe Gonçalves Martins de Sousa (Santa Marinha, 4 juni 1992) - kortweg Hugo Sousa – is een Portugees voetballer die als centrale verdediger speelt. Hij tekende in 2014 bij Waasland-Beveren.

## Clubcarrière
Hugo Sousa werd geboren in Santa Marinha. Op twaalfjarige leeftijd sloot hij zich aan in de jeugdacademie van FC Porto. Acht jaar later trok hij naar het Roemeense FC Brașov. Dat draaide niet uit op een succes, waarna de Portugees het probeerde in Cyprus bij AEL Limasol en in Griekenland bij AEP Paphos. Tijdens het seizoen 2013/14 kwam hij uit voor het tweede elftal van Sporting CP, dat uitkomt in de Segunda Liga. In augustus 2014 tekende Hugo Sousa bij Waasland-Beveren. Hij zette zijn handtekening onder een tweejarig contract, met optie op een extra seizoen. Op 24 september 2014 debuteerde hij voor de Waaslanders in de beker tegen Lommel United. Voor Hugo Sousa werd het een debuut om snel te vergeten, aangezien hij een eigen doelpunt scoorde waardoor Waasland-Beveren uitgeschakeld werd in het bekertoernooi. Pas een maand later mocht hij zijn competitiedebuut maken in de uitwedstrijd tegen KV Kortrijk.

## Interlandcarrière
Hugo Sousa debuteerde in 2011 voor Portugal –19, waarvoor hij in totaal vijf interlands afwerkte. Daarna speelde hij nog twee interlands voor Portugal –20.